# Chrysopidia (Chrysotropia) orientalis
Chrysopidia (Chrysotropia) orientalis is een insect uit de familie van de gaasvliegen (Chrysopidae), die tot de orde netvleugeligen (Neuroptera) behoort. 
Chrysopidia (Chrysotropia) orientalis is voor het eerst wetenschappelijk beschreven door Hölzel in 1973.